# Новосибірські острови
Новосибірські острови (рос. Новосибирские острова, якут. Саҥа Сибиир арыылара) — архіпелаг в північному Льодовитому океані між Морем Лаптєвих і Східно-Сибирским морем, адміністративно відноситься до Булунського улусу Якутії, Росія. Площа — близько 38 тис. км². Складається з 3 груп островів — Ляховські острови, острови Анжу і острови Де-Лонга, а також нововідкритого острова Яя.
Перші відомості про острови на початку 18 століття повідомив козак Яків Пермяков, що плавав від гирла Лени до Колими. 1712 року він у складі козачого загону, на чолі з Меркурієм Вагіним, висадився на Великий Ляховський острів.
У геологічному відношенні на архіпелазі переважають вічномерзлі породи і підземні льоди. Максимальна висота — 374 м (Котельний острів). На островах панує арктичний клімат, вони покриті снігом 9-10 місяців на рік. Переважаючі температури січня від −28 °C до −31 °C. У липні на узбережжі температура зазвичай до 3 °C, в центральній частині — на кілька градусів тепліше.
Ландшафт островів — арктична тундра, озера і болота. На архіпелазі ведеться промисел песця. На острові Котельний з 1933 року діє полярна станція.